# Игра судбине (филм)
Игра судбине (енгл. Serendipity) је америчка романтична комедија у режији Питера Челсома, са Џоном Кјузаком и Кејт Бекинсејл у главним улогама.

## Радња
Током празничне куповине у Блумингдејлсу у Њујорку, Џонатан Трејџер (Џон Кјузак) упознаје Сару Томас (Кејт Бекинсејл), када обоје пкушају да купе једини преостали пар рукавица од кашмира. Ти што су обоје заузети их не спречава да након куповине заједно оду на дезерт у ресторан Случајност 3 (енгл. Serendipity 3). Тамо Сара Џонатану објашњава како она допушта судбини са јој својим ,,малим сигналима" одреди многе животне одлуке. Након завршеног дезерта се растају, али се само неколико минута касније поново срећу у истом том ресторану, када се обоје врате по ствари које су заборавили. После тога заједно одлазе и на скијање, а потом Џонатан успешно наговори Сару да му да свој број телефона. Међутим, ветар одува папирић са њеним бројем из Џонатанове руке, и Сара тада постаје уверена у то да је то знак. Џонатан се није сложио са њом, па Сара одлучује да дозволи судбини да их опет споји: натера Џонатана да напише свој број на новчаници од пет долара, а затим том новчаницом купи ментол бомбоне и обећава да ће продати свој примерак књиге Љубав у доба колере, у ком ће написати своје име и број телефона. Као последњи експеримент, Сара Џонатану даје једну од кашмирских рукавица, одлазе у различите лифтове у хотелу Валдорф Асторија и слажу се да ако изађу на истом спрату, треба да буду заједно.  У лифту обоје бирају исти спрат, али Џонатан касни, што наводи Сару да верује у то да експеримент није успео. 
Неколико година касније, Џонатан је продуцент ЕСПН-а верен са Халеј (Бриџет Мојнахан), а Сара је психотерапетукиња и заједно са својим вереником - светски познатим музичаром Ларсом (Џон Корбет), живи у Сан Франциску. Када Џонатан случајно наиђе на своју кашмирску рукавицу, заједно са својим пријатељем Дином (Џереми Пивен), креће у потрагу по Њујорку да пронађе Сару. За то време, Сара је под стресом због планирања венчања и Ларсовог фокусирања на предстојећу светску турнеју, па одлучује да заједно са својом најбољом другарицом Ив (Моли Шенон) оде у Њујорк не би ли пронашла Џонатана. Након што се цео дан мимоилазе, Сара и Ив одлазе у Случајност 3, где Ив успешно наговара Сару да престане са потрагом. Док Ив одлази, на кусуру од 5 долара уочава Џонатанов број телефона. За то време Џонатан одлази на адресу где би требало да се налази агенција за проналажење цимера коју је Сара некада користила, али након што види да се ту сада налази салон венчаница, Џонатан то схвата као знак да ипак треба да ожени Халеј.
У Волдорф Асторији Ив и Сара срећу Халеј која је кренула на свадбену пробу. Испоставља се да су Халеј и Ив другарице из колеџа, те их Халеј обе позива да пођу са њом. Сара одбија, а испред њихове собе затиче Ларса који се извињава на томе што се није више посветио венчању.
На свадбеној проби Џонатаново расејано понашање нервира Халеј. Она га у сузама преклиње да се усредсреди на венчање, а он је уверава да ће то и учинити. Потом му она поклања књигу Љубав у доба колере, у којој Џонатан проналази Сарине податке. Он заједно са Дином одлази на Сарину адресу у Сан Франциску, где му се учинило да је видео Сару у срећној вези. Ипак, Дин помаже Џонатану да схвати да не би требало да се ожени Халеј, док Сара одлучује да раскине веридбу са Ларсом.
Следећег дана, Сара проналази новчаницу од пет долара тако што је помешала њен и Ивин новчаник. Дошла је до његове адресе, где је јој је управник зграде рекао за његово венчање у Валдорфу. Она ужурбано стиже до хотела и осећа олакшање када открије да је венчање отказано.

Дин уверава Џонатана да је отказавши венчање урадио праву ствар. Џонатан лутајући градом долази до истог клизалишта на ком је био са Саром 10 година раније, где проналази неку кожну јакну. Легао је на сред клизалишта са том јакном испод главе и кашмирском рукавицом на грудима. У тренутку када друга кашмирска рукавица пада на њега, он се уздиже и види Сару која се вратила по своју јакну, како га посматра.

## Улоге
- Џон Кјузак као Џонатан Трагер

- Кејт Бекинсејл као Сара Томас
- Џереми Пивен као Дин Кенски
- Бриџет Мојнахен као Халеј Бјукенан
- Јуџин Ливи као продавац у Блумингдејлсу
- Џон Корбет као Ларс Хамонд
- Моли Шенон као Ив
- Марша Бенет као Госпођа Трагер
- Виктор Јанг као Господин Бјуканен

## Продукција
Игра судбине је снимана у Њу Џерзију, Њујорку, Онтарију, Сан Франциску и Калифорнији, током лета 2000. године. Улога Саре Томас је оригинално понуђена Џенифер Анистон, која ју је одбила јер није желела да буде позната по романтичним комедијама. И ако су се на аудицији појавиле и Клер Форлани, као и Карла Гуџино, ова улога је ипак припала Кејт.